# Rejšice
Rejšice jsou vesnice, část obce Smilovice v okrese Mladá Boleslav. Nachází se 1,5 kilometru severně od Smilovic. Vesnicí protéká Jabkenický potok a vede jí silnice II/275. Rejšice jsou také název katastrálního území o rozloze 5,22 km².

## Historie
První písemná zmínka o vesnici pochází z roku 1255.

## Památky
- Kostel sv. Jana Nepomuckého
- Hřbitovní kaple svatého Jiljí
- Sochy svatého Floriána a svatého Jana Nepomuckého

## Vodní plocha
Na východním okraji obce se nalézá velký rybník.

## Galerie

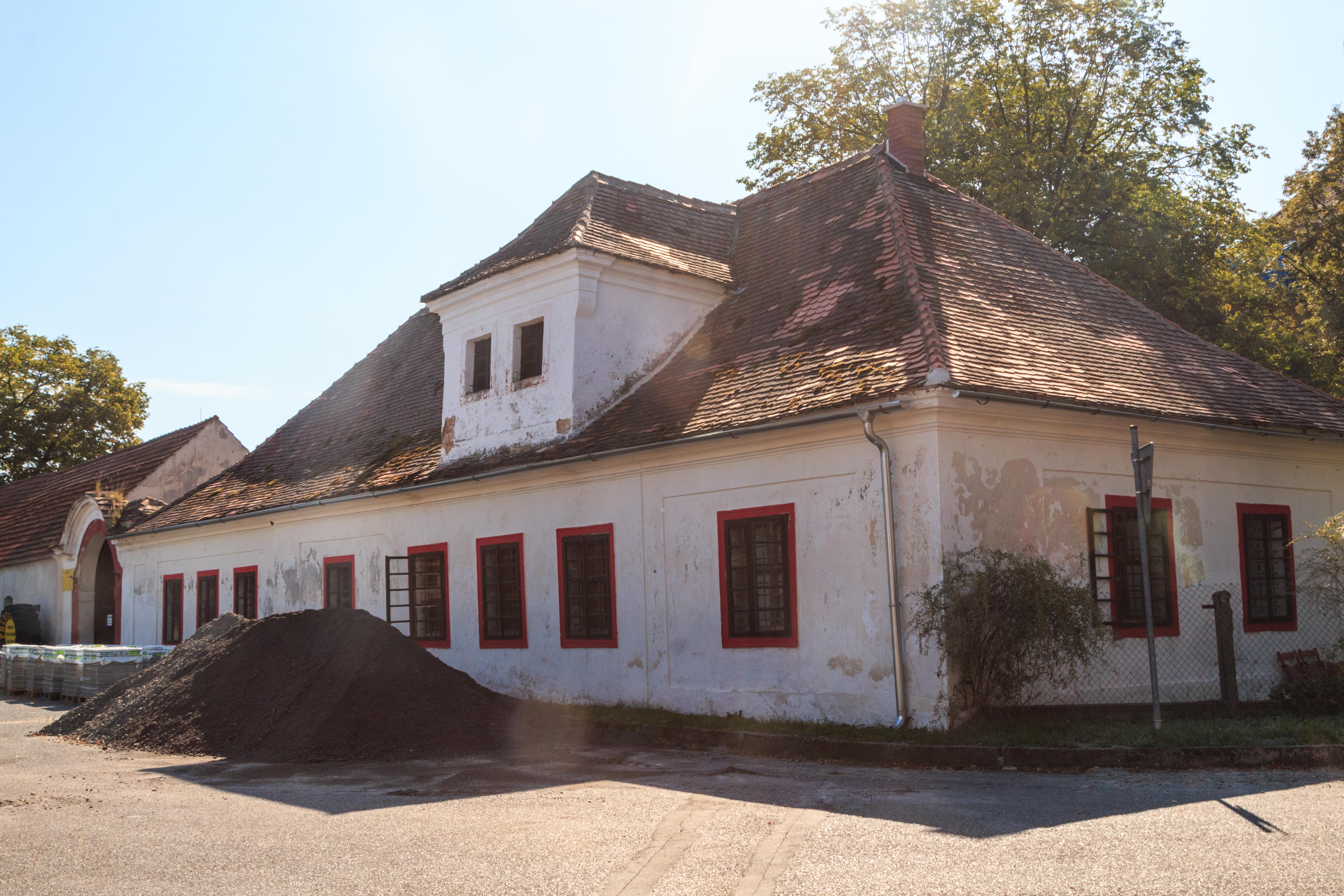
Dům čp. 1
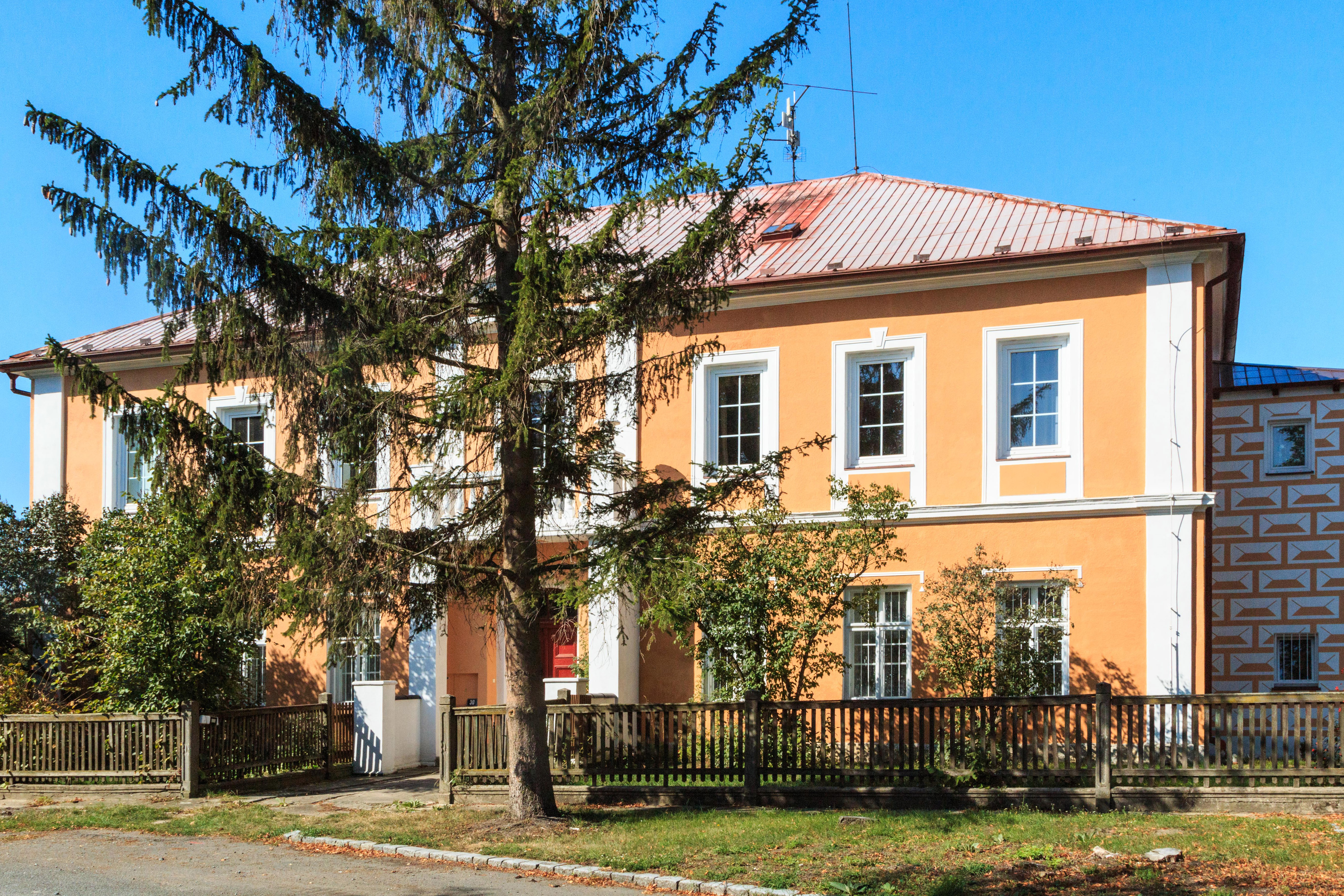
Dům čp. 30
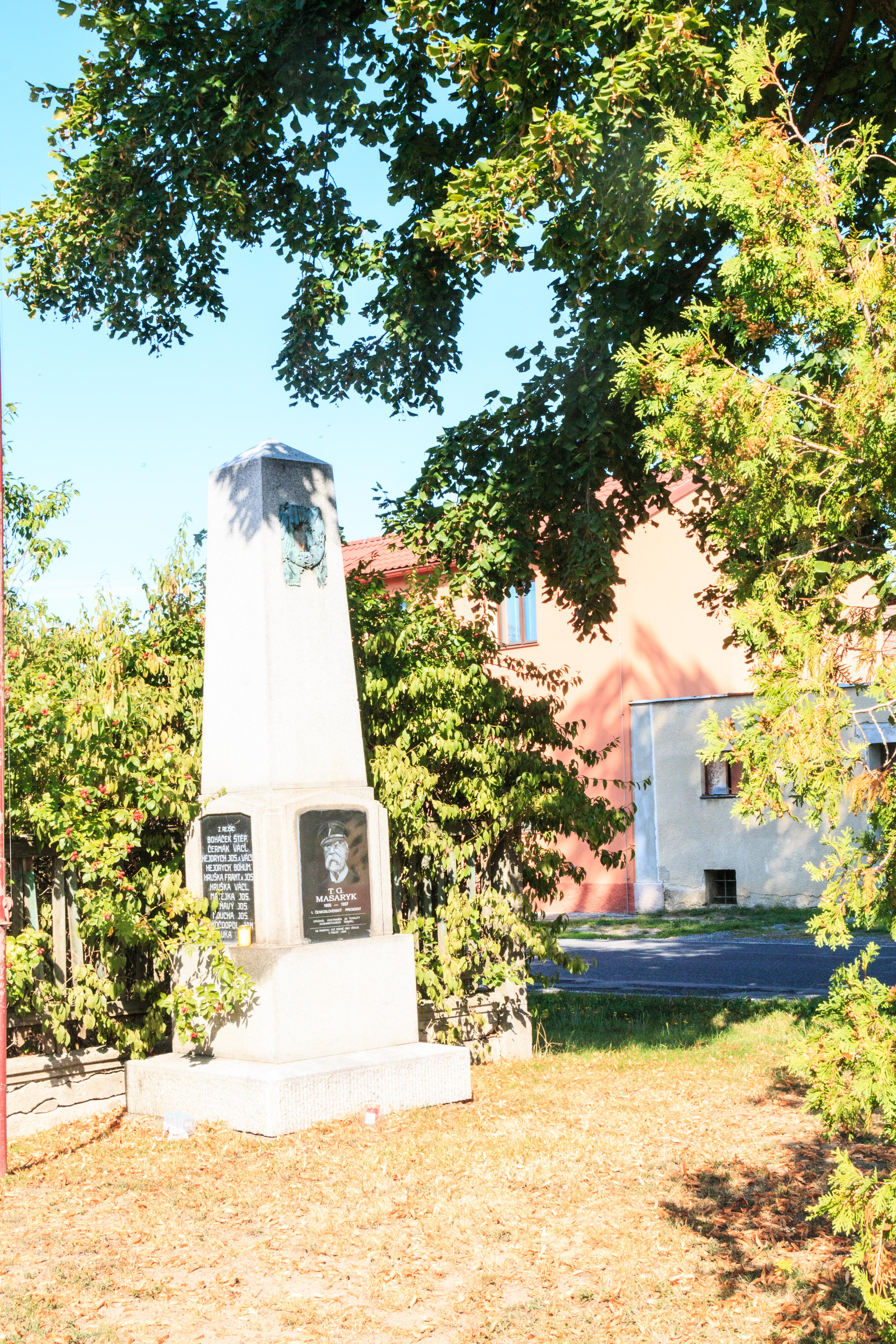
Pomník padlých
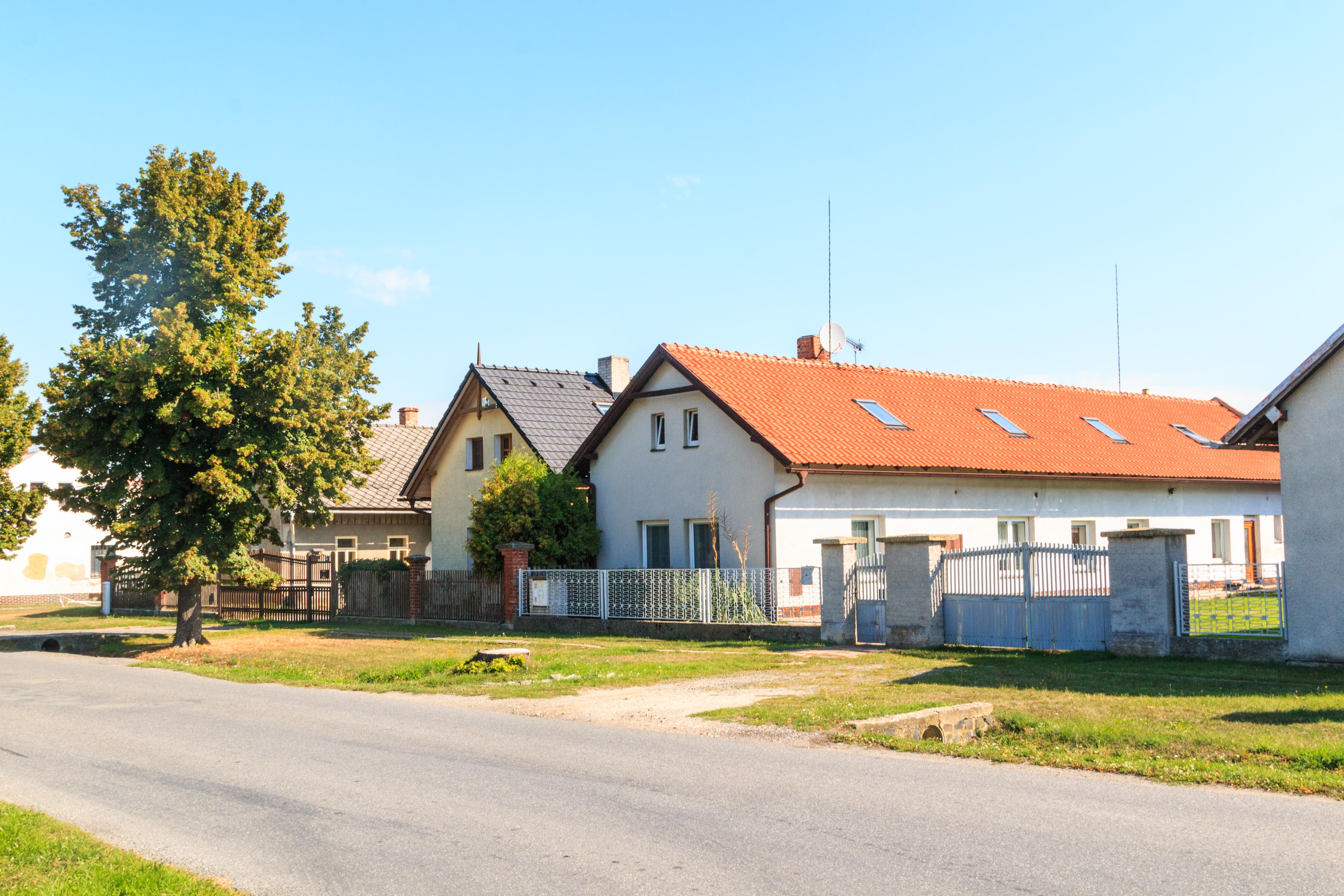
Dům čp. 19
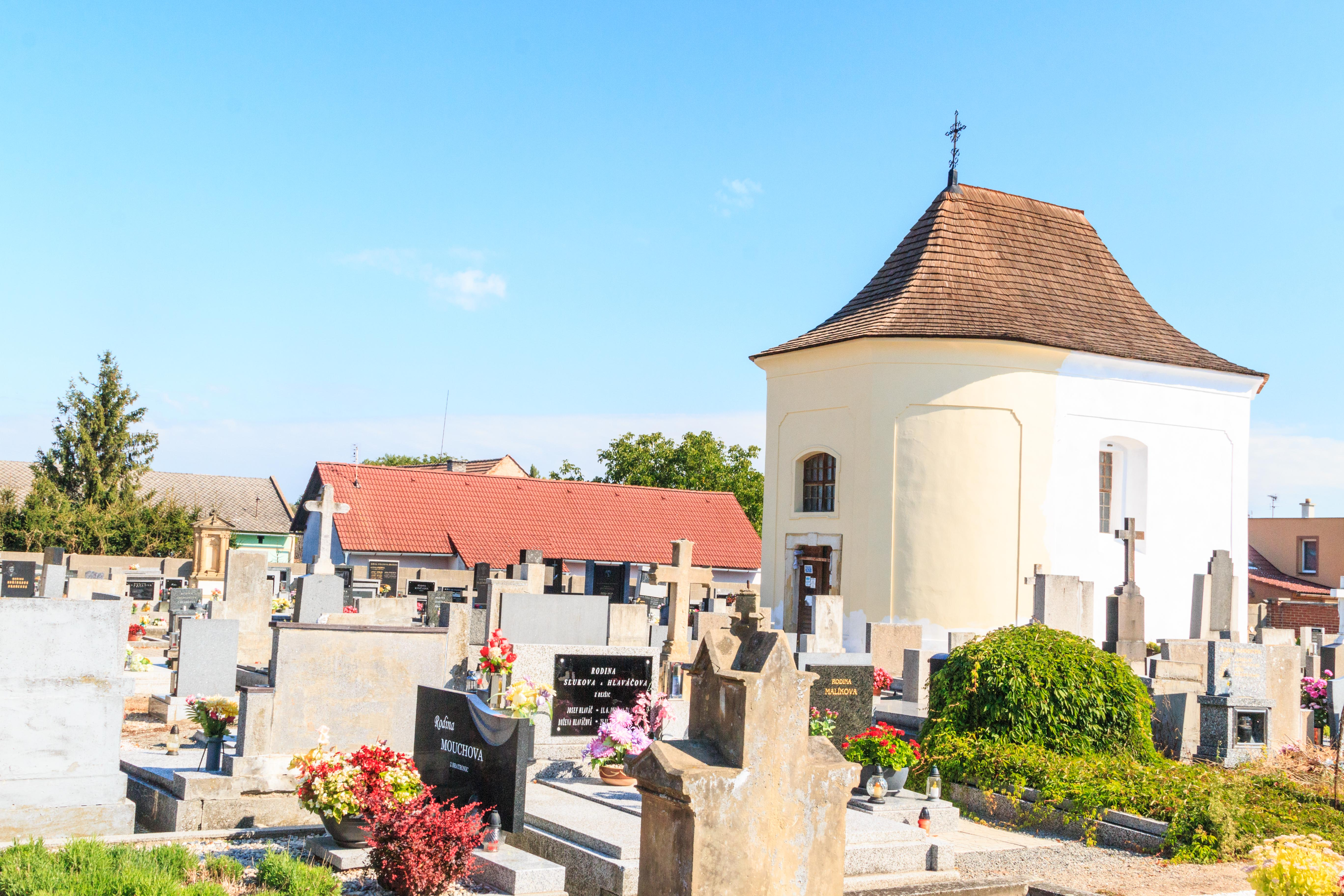
Kaple svatého Jiljí
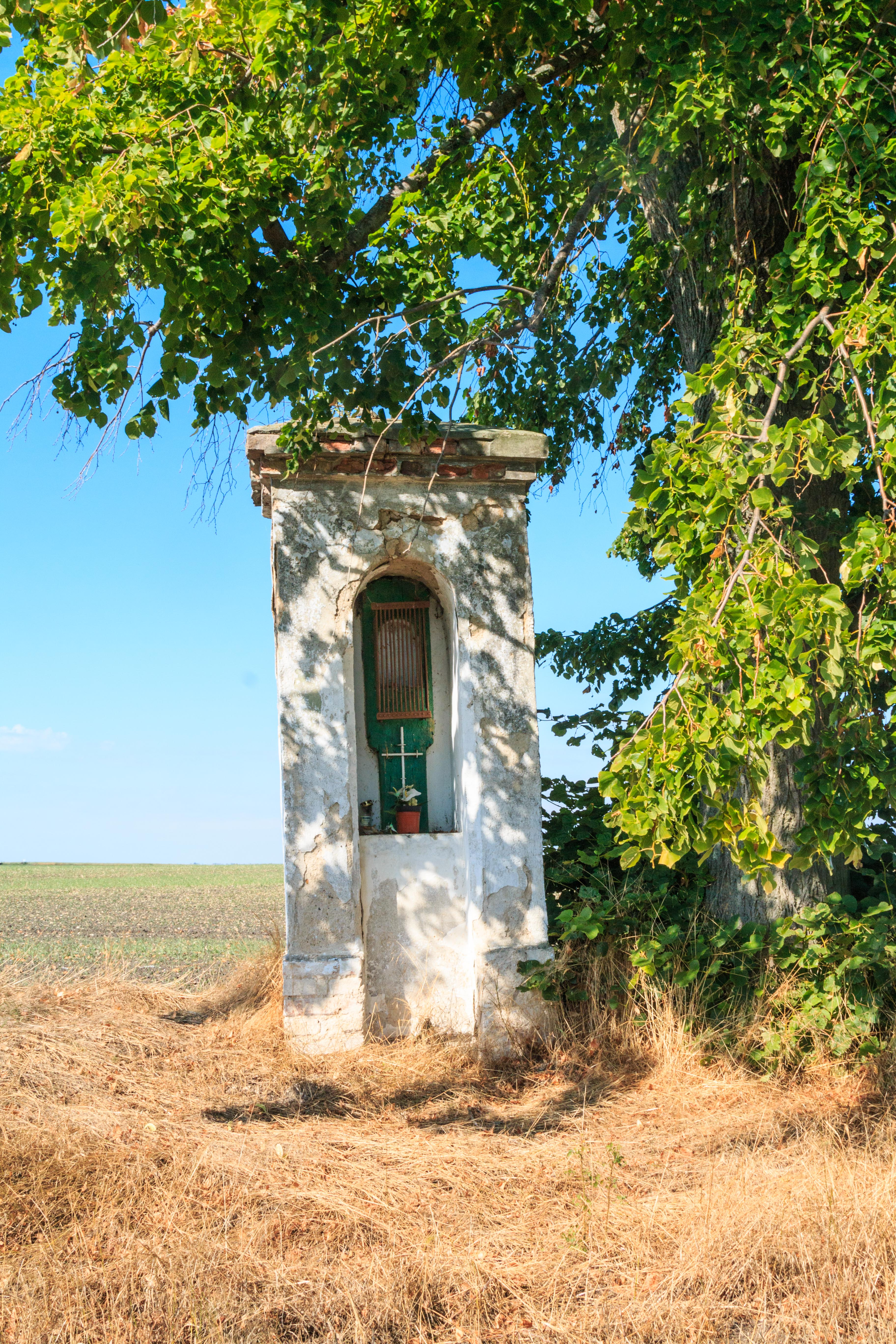
Výklenková kaple u silnice do Kosořic